# Danh sách di sản văn hóa Tây Ban Nha được quan tâm ở Felanitx
Danh sách di sản văn hóa Tây Ban Nha được quan tâm ở Felanitx.
| Tên                                                                                         | Dạng                        | Địa điểm                   | Tọa độ                                        | Số hồ sơ tham khảo? | Ngày nhận danh hiệu? | Hình ảnh                                               |
| ------------------------------------------------------------------------------------------- | --------------------------- | -------------------------- | --------------------------------------------- | ------------------- | -------------------- | ------------------------------------------------------ |
| Hợp tác xã Felanich                                                                         | Di tích Kiến trúc dân sự    | Felanich                   | 39°28′14″B 3°08′32″Đ / 39,470691°B 3,14235°Đ  | RI-51-0007385       | 17-05-2001           | Bodega Cooperativa de Felanich · Upload image          |
| Lâu đài Santueri                                                                            | Di tích Kiến trúc phòng thủ | Felanich                   | 39°25′54″B 3°11′15″Đ / 39,431667°B 3,1875°Đ   | RI-51-0008421       | 30-11-1993           | Castillo de Santueri · Upload image                    |
| Closos Can Gaià                                                                             | Di tích Địa điểm khảo cổ    | Felanich                   | 39°25′09″B 3°14′38″Đ / 39,419041°B 3,243788°Đ | RI-51-0002064       | 10-09-1966           | Conjunto Prehistórico de Can Gaià · Upload image       |
| Quảng trường Santa Margarita                                                                | Lịch sử và nghệ thuật       | Felanich                   | 39°28′05″B 3°08′53″Đ / 39,468094°B 3,147945°Đ | RI-53-0000244       | 05-06-1981           | Plaza de Santa Margarita · Upload image                |
| Santuario San Salvador                                                                      | Di tích Kiến trúc tôn giáo  | Felanich                   | 39°27′20″B 3°11′10″Đ / 39,455574°B 3,186016°Đ | RI-51-0008431       | 30-11-1993           | Santuario de San Salvador · Upload image               |
| Can Marines                                                                                 | Di tích                     | Felanich                   |                                               | RI-51-0008424       | 30-11-1993           | Upload image                                           |
| Cas Saliner (S'horta)                                                                       | Di tích                     | Felanich                   |                                               | RI-51-0008429       | 30-11-1993           | Upload image                                           |
| Cas Vel-les S'horta                                                                         | Di tích                     | Felanich                   |                                               | RI-51-0008430       | 30-11-1993           | Upload image                                           |
| Đồi Fortificada Es Puig Assegut                                                             | Di tích                     | Felanich                   |                                               | RI-51-0002080       | 10-09-1966           | Upload image                                           |
| Cruz D'en Moll, hay Cruz Des Molí D'en Xet                                                  | Di tích                     | Felanich                   |                                               | RI-51-0010290       | 25-09-1998           | Upload image                                           |
| Cruz D'es Porcol, hay Cruz D'en Nofret, hay Cruz Camí Sant Salvador, hay Cruz Les Garrigues | Di tích                     | Felanich                   |                                               | RI-51-0010286       | 25-09-1998           | Upload image                                           |
| Cruz Des Carritxó, hay Cruz Na Galiana                                                      | Di tích                     | Felanich Ma-14 / Ma-4016   | 39°25′49″B 3°09′27″Đ / 39,430182°B 3,15752°Đ  | RI-51-0010291       | 25-09-1998           | Cruz Des Carritxó, o Cruz de Na Galiana · Upload image |
| Cruz Des Molí D'en Molendrí, hay Ctra. Des Port                                             | Di tích                     | Felanich                   |                                               | RI-51-0010289       | 25-09-1998           | Upload image                                           |
| Cruz Na Mala, hay Can Mal, hay Cruz Nova                                                    | Di tích                     | Felanich                   |                                               | RI-51-0010288       | 25-09-1998           | Upload image                                           |
| Cruz Petra, O Cruz Pedra                                                                    | Di tích                     | Felanich Ma-5100           | 39°28′39″B 3°08′32″Đ / 39,477481°B 3,142093°Đ | RI-51-0010285       | 25-09-1998           | Cruz de Petra, O Cruz de Pedra · Upload image          |
| Cruz Camí Campos                                                                            | Di tích                     | Felanich                   |                                               | RI-51-0010284       | 25-09-1998           | Upload image                                           |
| Cruz Cementiri, hay Cruz Son Quelles                                                        | Di tích                     | Felanich                   |                                               | RI-51-0010287       | 25-09-1998           | Upload image                                           |
| Cruz Cảng (Felanich)                                                                        | Di tích                     | Felanich                   |                                               | RI-51-0010292       | 25-09-1998           | Upload image                                           |
| Hang Lạch Sa Nau (Cova Des Moro)                                                            | Di tích                     | Felanich                   |                                               | RI-51-0002063       | 10-09-1966           | Upload image                                           |
| Hang Cas Concos (Can Menut)                                                                 | Di tích                     | Felanich                   |                                               | RI-51-0002068       | 10-09-1966           | Upload image                                           |
| Hang Cas Corso                                                                              | Di tích                     | Felanich                   |                                               | RI-51-0002067       | 10-09-1966           | Upload image                                           |
| Hang Es Rossells (Es Bosquets)                                                              | Di tích                     | Felanich                   |                                               | RI-51-0002086       | 10-09-1966           | Upload image                                           |
| Hang Na Vanrella (Cova D' En Xemarri)                                                       | Di tích                     | Felanich                   |                                               | RI-51-0002106       | 10-09-1966           | Upload image                                           |
| Hang Porto Colom (Sa Punta)                                                                 | Di tích                     | Felanich                   |                                               | RI-51-0002079       | 10-09-1966           | Upload image                                           |
| Hang Sa Cova (Baix Ses Cases)                                                               | Di tích                     | Felanich                   |                                               | RI-51-0002071       | 10-09-1966           | Upload image                                           |
| Hang Sa Galera (Cova Rotja)                                                                 | Di tích                     | Felanich                   |                                               | RI-51-0002073       | 10-09-1966           | Upload image                                           |
| Hang Sa Mola (Cova S`ermità)                                                                | Di tích                     | Felanich                   |                                               | RI-51-0002076       | 10-09-1966           | Upload image                                           |
| Hang Sa Mola D`en Bordoi                                                                    | Di tích                     | Felanich                   |                                               | RI-51-0002078       | 10-09-1966           | Upload image                                           |
| Hang Samola D`en Blai                                                                       | Di tích                     | Felanich                   |                                               | RI-51-0002077       | 10-09-1966           | Upload image                                           |
| Hang Santueri (Confessionari Des Moros)                                                     | Di tích                     | Felanich                   |                                               | RI-51-0002089       | 10-09-1966           | Upload image                                           |
| Hang Santueri (Cova Calenta)                                                                | Di tích                     | Felanich                   |                                               | RI-51-0002088       | 10-09-1966           | Upload image                                           |
| Hang Santueri (Cova Des Bous)                                                               | Di tích                     | Felanich                   |                                               | RI-51-0002087       | 10-09-1966           | Upload image                                           |
| Hang Son Maiol (Cova N`estepoll)                                                            | Di tích                     | Felanich                   |                                               | RI-51-0002095       | 10-09-1966           | Upload image                                           |
| Hang Son Mas (Can Ravanet)                                                                  | Di tích                     | Felanich                   |                                               | RI-51-0002096       | 10-09-1966           | Upload image                                           |
| Hang Son Serra Son Maiol                                                                    | Di tích                     | Felanich                   |                                               | RI-51-0002101       | 10-09-1966           | Upload image                                           |
| Hang Son Soler Vell                                                                         | Di tích                     | Felanich                   |                                               | RI-51-0002102       | 10-09-1966           | Upload image                                           |
| Hang Son Valls (Can Dimoni)                                                                 | Di tích                     | Felanich                   |                                               | RI-51-0002104       | 10-09-1966           | Upload image                                           |
| En Núcleo Urbano                                                                            | Di tích                     | Felanich Plaça del Convent | 39°28′20″B 3°08′49″Đ / 39,472209°B 3,146915°Đ | RI-51-0008423       | 30-11-1993           | En el Núcleo Urbano · Upload image                     |
| En Núcleo Urbano. Vivienda                                                                  | Di tích                     | Felanich                   |                                               | RI-51-0008428       | 30-11-1993           | Upload image                                           |
| Habitación Prehistórica Can Roig Nou                                                        | Di tích                     | Felanich                   |                                               | RI-51-0002065       | 10-09-1966           | Upload image                                           |
| Habitación Prehistórica Sa Mola (Ladera sur)                                                | Di tích                     | Felanich                   |                                               | RI-51-0002074       | 10-09-1966           | Upload image                                           |
| Habitación Prehistórica Sa Punta (Ets Antigors)                                             | Di tích                     | Felanich                   |                                               | RI-51-0002082       | 10-09-1966           | Upload image                                           |
| Habitación Prehistórica Son Maiol                                                           | Di tích                     | Felanich                   |                                               | RI-51-0002094       | 10-09-1966           | Upload image                                           |
| Barca Bou Balear                                                                            | Di tích                     | Felanich                   |                                               | RI-51-0010163       | 06-04-1998           | Upload image                                           |
| Nghĩa địa Es Puig des Call                                                                  | Di tích                     | Felanich                   |                                               | RI-51-0002081       | 10-09-1966           | Upload image                                           |
| Nghĩa địa Bassols D`en Conqueri                                                             | Di tích                     | Felanich                   |                                               | RI-51-0002062       | 10-09-1966           | Upload image                                           |
| Nghĩa địa Son Bennàsser                                                                     | Di tích                     | Felanich                   |                                               | RI-51-0002091       | 10-09-1966           | Upload image                                           |
| Nghĩa địa Son Gelabert (S`antigor)                                                          | Di tích                     | Felanich                   |                                               | RI-51-0002092       | 10-09-1966           | Upload image                                           |
| Nghĩa địa Son Ramonet                                                                       | Di tích                     | Felanich                   |                                               | RI-51-0002100       | 10-09-1966           | Upload image                                           |
| Khu dân cư Amurallado Es Rossells (Es Clavet)                                               | Di tích                     | Felanich                   |                                               | RI-51-0002084       | 10-09-1966           | Upload image                                           |
| Khu dân cư Amurallado Sa Mola (Ses Velàs)                                                   | Di tích                     | Felanich                   |                                               | RI-51-0002075       | 10-09-1966           | Upload image                                           |
| Khu dân cư Amurallado So N`hereuet (Es Velar)                                               | Di tích                     | Felanich                   |                                               | RI-51-0002093       | 10-09-1966           | Upload image                                           |
| Porto Colom                                                                                 | Di tích                     | Felanich                   |                                               | RI-51-0008422       | 30-11-1993           | Upload image                                           |
| Tàn tích Tiền sử Cas Velles (S`antigor)                                                     | Di tích                     | Felanich                   |                                               | RI-51-0002069       | 10-09-1966           | Upload image                                           |
| Tàn tích Tiền sử Clot Des Pou (Cas Corraler)                                                | Di tích                     | Felanich                   |                                               | RI-51-0002070       | 10-09-1966           | Upload image                                           |
| Tàn tích Tiền sử Es Rossells (Sa Pleta)                                                     | Di tích                     | Felanich                   |                                               | RI-51-0002085       | 10-09-1966           | Upload image                                           |
| Tàn tích Tiền sử Sa Bassa Des Coll (Corral Des Moros)                                       | Di tích                     | Felanich                   |                                               | RI-51-0002061       | 10-09-1966           | Upload image                                           |
| Tàn tích Tiền sử Sa Galera (Pleta Des Form)                                                 | Di tích                     | Felanich                   |                                               | RI-51-0002072       | 10-09-1966           | Upload image                                           |
| Tàn tích Tiền sử Sa Punta (Sa Marina)                                                       | Di tích                     | Felanich                   |                                               | RI-51-0002083       | 10-09-1966           | Upload image                                           |
| Tàn tích Tiền sử Son Barceló Ses Argiles                                                    | Di tích                     | Felanich                   |                                               | RI-51-0002090       | 10-09-1966           | Upload image                                           |
| Tàn tích Tiền sử Son Mesquidassa (Es Talayot)                                               | Di tích                     | Felanich                   |                                               | RI-51-0002097       | 10-09-1966           | Upload image                                           |
| Tàn tích Tiền sử Son Pou Nou                                                                | Di tích                     | Felanich                   |                                               | RI-51-0002099       | 10-09-1966           | Upload image                                           |
| Tàn tích Tiền sử Son Terrassa (Puig D`en sull)                                              | Di tích                     | Felanich                   |                                               | RI-51-0002103       | 10-09-1966           | Upload image                                           |
| Tàn tích Tiền sử Son Xina (Sa Costa Des Moro)                                               | Di tích                     | Felanich                   |                                               | RI-51-0002105       | 10-09-1966           | Upload image                                           |
| Sa Vileta                                                                                   | Di tích                     | Felanich                   |                                               | RI-51-0008426       | 30-11-1993           | Upload image                                           |
| S' Horta                                                                                    | Di tích                     | Felanich                   |                                               | RI-51-0008427       | 30-11-1993           | Upload image                                           |
| Talayote Es Carritxó (Es Coll)                                                              | Di tích                     | Felanich                   |                                               | RI-51-0002066       | 10-09-1966           | Upload image                                           |
| Talayote So N`OlIVer                                                                        | Di tích                     | Felanich                   |                                               | RI-51-0002098       | 10-09-1966           | Upload image                                           |
| Tháp Punta Faro                                                                             | Di tích                     | Felanich                   |                                               | RI-51-0008425       | 30-11-1993           | Upload image                                           |